# Goran Lacković
Goran Lacković (Zagreb, 4. svibnja 1970.), hrvatski je nogometni trener i nekadašnji trener hrvatske U-21 i A reprezentacije.

## Igračka karijera
Igračku karijeru započeo je u mlađim uzrastima NK Lokomotive, a zatim je igrao i za prvu momčad u jugoslavenskoj međurepubličkoj ligi. U istom rangu nastupao je zatim i za zaprešićku Jugokeramiku. Potom je u Drugoj HNL nastupao za četiri momčadi: NK Trešnjevka, NK Sesvete, NK Špansko i NK Trnje.

## Trenerska karijera
Nakon igračke karijere, završetka Kineziološkog fakulteta u Zagrebu 2000. godine, te stjecanja UEFA PRO trenerske licence postao je redoviti predavač na Nogometnoj akademiji HNS-a na UEFA A I UEFA B tečajevima, a voditelj je i predavač C tečaja za izobrazbu trenera pri Zagrebačkom nogometnom savezu. Osim različitih trenerskih aktivnosti u matičnom Zagrebačkom nogometnom savezu, čiji je instruktor, te Nogometnom središtu Zagreb, bio je trener pionira i juniora u Nogometnoj školi Hitrec-Kacian, a trenirao je seniore NK Lučko i NK Radnik Sesvete s kojima je, osvojivši prvo mjesto u Trećoj HNL – Zapad izborio plasman u Drugu HNL.
U dva navrata bio je trener u hrvatskoj U-21 reprezentaciji, prvo u stožeru izbornika Ive Šuška, potom i stožeru Nike Kovača, s kojim potom 16. listopada 2013. zajedno s Robertom Kovačem i Vatroslavom Mihačićem ulazi u novoformirani stožer hrvatske A reprezentacije prije dvije uspješne odlučujuće utakmice doigravanja s islandskom reprezentacijom (0:0 i 2:0) za plasman na Svjetsko prvenstvo u nogometu – Brazil 2014. Nakon nastupa na Svjetskom prvenstvu u Brazilu, isti stožer započeo je i vodio kvalifikacije za Europsko prvenstvo u nogometu – Francuska 2016.
U tim kvalifikacijama reprezentacija je odigrala je 8 utakmica; 4 pobjede, 3 neriješene i 1 poraz, nakon kojeg je Hrvatski nogometni savez smjenio izbornika Niku Kovača i njegov stručni stožer.
Od srpnja 2020. godine pomoćni je trener Niki Kovaču u Monacu.
U sezoni 2020./2021. Francuskog prvenstva osvojili su 3.mjesto te su se na taj način plasirali u 3 .pretkolo Lige prvaka. Igrali su finale kupa Francuske protiv PSG-a i izgubili 2:0